# Sphaerocephalum bulbiferum
Sphaerocephalum bulbiferum is een rondwormensoort uit de familie van de Linhomoeidae. De wetenschappelijke naam van de soort is voor het eerst geldig gepubliceerd in 1943 door Schuurmans Stekhoven.